# 발칸 동맹

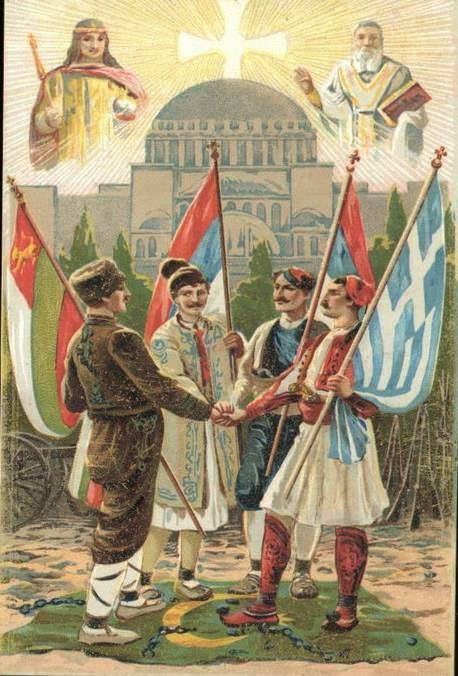

발칸 동맹은 1912년 발칸반도에 위치한 그리스 왕국, 불가리아 왕국, 세르비아 왕국, 몬테네그로 왕국이 오스만 제국에 대항하기 위해 결성한 방위 동맹이다.
1911년에 발발한 이탈리아-튀르크 전쟁은 오스만 제국의 쇠퇴, 발칸반도 국가의 영향력 확대를 가져다 주었다. 발칸반도에서 세력을 확장하고 있던 오스트리아-헝가리 제국을 견제하기 위한 차원에서 러시아 제국의 주도로 결성되었다.
이 동맹은 발칸반도에서의 슬라브족 세력의 결집, 범슬라브주의의 구체적인 출현으로 이어졌지만 제1차 발칸 전쟁에서 승리한 발칸 동맹 국가들 간의 전후 처리 문제에 대한 대립으로 인해 제2차 발칸 전쟁이 발발하면서 붕괴되고 만다.